# Lono

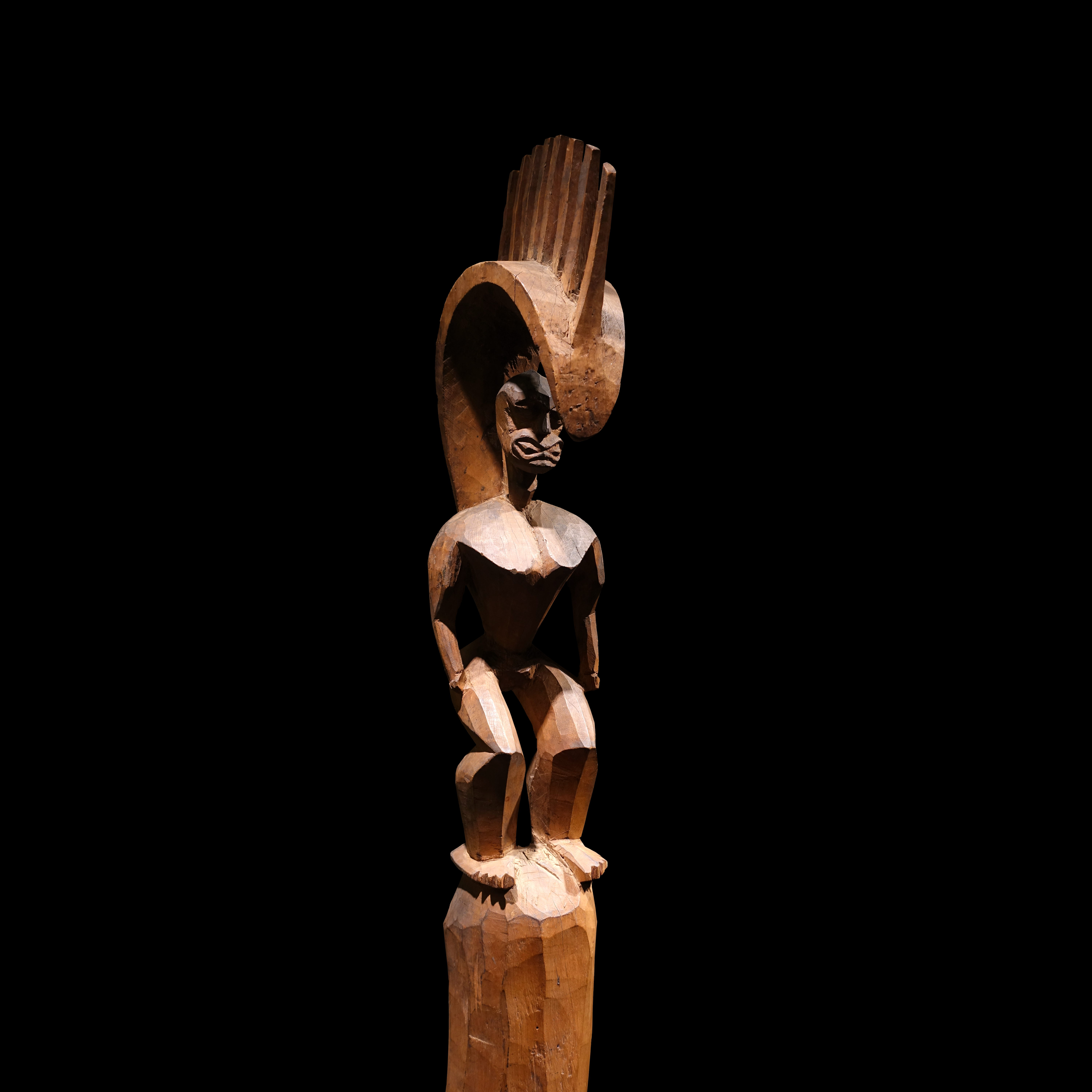
Lono

Lono est le dieu hawaïen de la fertilité et de la pluie à Hawaï.
On attribue la mort de James Cook au rite encadrant les mythes de Lono.